# Jamesoniella undulifolia
Espèce
Classification phylogénétique
Statut de conservation UICN

 VU  : Vulnérable
Jamesoniella undulifolia est une espèce de plantes du genre Jamesoniella de la famille des Jamesoniellaceae.